# Chauvenet (cratère)
Pour les articles homonymes, voir Chauvenet.
Chauvenet est un cratère d'impact lunaire situé au nord-est du cratère proéminent Tsiolkovskiy, sur la face cachée de la Lune. À moins d'un diamètre de cratère au nord-ouest de Chauvenet se trouve le cratère Ten Bruggencate (en).
Le bord de ce cratère est approximativement circulaire, le cratère satellite Chauvenet C recouvrant le côté nord-est et pénétrant à l'intérieur. Une crête s'étend du côté ouest de cette intrusion jusqu'au milieu de l'intérieur de Chauvenet. Le reste du fond n'est marqué que par quelques minuscules cratères. Une plate-forme de matériaux affaissés forme une terrasse le long de la paroi intérieure sud-est. Le reste de la paroi intérieure présente une forme quelque peu irrégulière.
Le cratère a été nommé d'après l'astronome et mathématicien américain William Chauvenet par l'Union astronomique internationale en 1970. Le cratère était connu sous le nom de Crater 290 avant d'être nommé.

## Cratères satellites
Par convention, ces caractéristiques sont identifiées sur les cartes lunaires en plaçant la lettre sur le côté du point médian du cratère le plus proche de Chauvenet.
| Chauvenet | Latitude | Longitude | Diamètre |
| --------- | -------- | --------- | -------- |
| C         | 10,4° S  | 138,0° E  | 48 km    |
| D         | 10,6° S  | 139,7° E  | 14 km    |
| E         | 11,4° S  | 140,7° E  | 27 km    |
| G         | 12,7° S  | 141,0° E  | 26 km    |
| J         | 13,9° S  | 139,3° E  | 77 km    |
| L         | 13,3° S  | 137,5° E  | 10 km    |
| P         | 14,5° S  | 135,8° E  | 12 km    |
| Q         | 13,3° S  | 135,4° E  | 42 km    |
| S         | 12,3° S  | 134,4° E  | 38 km    |
| U         | 11,0° S  | 135,2° E  | 11 km    |

Le nom Cornielle a été proposé pour le cratère Chauvenet S, mais il n'a pas été approuvé par l'Union astronomique internationale.